# 4579 Puccini
4579 Puccini је астероид главног астероидног појаса са средњом удаљеношћу од Сунца која износи 2,398 астрономских јединица (АЈ).
Апсолутна магнитуда астероида је 13,7.